# Fontenoy (1858)
Pour les autres navires du même nom, voir Bretagne (navire).
Pour les articles homonymes, voir Fontenoy.
Le Fontenoy est un navire de guerre français en service de 1859 à 1887. C'est un navire de ligne de classe Suffren, portant 80 canons.

## Construction
Le vaisseau de 4 000 tonnes a deux ponts est lancé le 2 décembre 1858 à Toulon.

## Historique
De 1871 à 1872 on l'utilise de ponton-caserne pour les insurgés de la Commune. Il sert de transport à voile à partir de 1881 après l'enlèvement de ses machines en 1878. Le 24 mai 1894 il est affecté à l'école des mousse de Brest où il prend le nom de Bretagne et succède à l'Austerlitz jusqu'en 1910. Il est démoli en 1911.